# لوئی اوزاوا چانگ چیان
لوئی اوزاوا چانگ چیان (انگلیسی: Louis Ozawa Changchien؛ زادهٔ ۱۱ اکتبر ۱۹۷۵) یک هنرپیشه اهل ایالات متحده آمریکا است.
از فیلم‌ها یا برنامه‌های تلویزیونی که وی در آن نقش داشته است می‌توان به غارتگران، میراث بورن و قهرمانان و خائنان (سریال تلویزیونی) در نقش کوبایاکاوا هیده‌آکی اشاره کرد.